# Chiesa di Santa Maria (Grimacco)
La chiesa di Santa Maria, detta anche chiesa di Santa Maria del Buonconsiglio, è la parrocchiale di Liessa, frazione del comune sparso di Grimacco, in provincia e arcidiocesi di Udine; fa parte della forania del Friuli Orientale.

## Storia
L'originaria cappella di Liessa venne costruita nel 1687; questo edificio fu sostituito nel 1870 dalla nuova parrocchiale, la quale inglobò l'abside della precedente.
La consacrazione venne impartita nel 1936 dall'arcivescovo Giuseppe Nogara; danneggiata dall'evento sismico del 1976, la chiesa fu restaurata tra il 1984 e il 1985 dall'ingegnere Alvio De Luca e nello stesso decennio si procedette all'adeguamento liturgico secondo le norme postconciliari.
Nel 1995 venne realizzato per volere dell'allora parroco don Azeglio Romanin il nuovo portale d'ingresso in bronzo abbellito dalle incisioni raffiguranti i Santi Ermacora e Paolino e nel 2012 fu installato il nuovo impianto di illuminazione su disegno del perito industriale Massimo Pertoldi.

## Descrizione

### Esterno
La facciata a capanna della chiesa, rivolta a nordovest, presenta al centro il portale d'ingresso architravato e una nicchia a tutto sesto ospitante un mosaico con soggetto Santa Barbara ed è scandita da quattro lesene doriche sorreggenti la trabeazione con fregio liscio e il timpano in cui v'è un oculo oppilato.
Annesso alla parrocchiale è il campanile a pianta quadrata, la cui cella presenta su ogni lato una bifora ed è coronata dalla cupola in rame.

### Interno
L'interno dell'edificio si compone di un'unica navata, sulla quale si affacciano le cappelle laterali e le cui pareti sono scandite da paraste sorreggenti la cornice modanata e aggettante sopra la quale si imposta la volta, abbellita dell'affresco raffigurante la Madonna tra le nubi circondata dagli angeli; al termine dell'aula si sviluppa il presbiterio, introdotto dall'arco santo, sopraelevato di tre gradini e chiuso dall'abside quadrata.